# Doissin
Doissin est une commune française située dans le département de l'Isère, en région Auvergne-Rhône-Alpes.
La commune de Doissin est adhérente à la communauté de communes Les Vals du Dauphiné depuis le 1er janvier 2017 et ses habitants sont dénommés les Doissinois.

## Géographie

### Situation et description
Doissin est une petite commune à vocation nettement rurale, positionnée sur le plateau des Terres froides qui est lui-même situé dans la partie septentrionale du département de l'Isère.
Le centre du village (mairie de Doissin) se situe (par la route) à 64 km du centre de Lyon, préfecture de la région Auvergne-Rhône-Alpes et à 53 km de Grenoble, préfecture du département de l'Isère, ainsi qu'à 327 km de Marseille et 534 km de Paris.

### Géologie et relief
La région naturelle ou est implanté le territoire de Doissin, connu sous l'appellation locale de Terres froides, a été formé par les moraines des glaciers de l'époque quaternaire déposées sur un bloc molassique.

### Communes limitrophes
| Torchefelon | Montagnieu | Chelieu                              |
| Biol        | Doissin    | Val-de-Virieu (depuis le 01/01/2019) |
| Montrevel   |            | Blandin                              |

### Hydrographie
La commune est bordée dans sa partie occidentale par le ruisseau de l'Hien, affluent de la Bourbre et d'une longueur de 17,2 km. Cette petite rivière la sépare du territoire de la commune voisine de Torchefelon.

### Climat
Pour des articles plus généraux, voir Climat d'Auvergne-Rhône-Alpes et Climat de l'Isère.
En 2010, le climat de la commune est de type climat océanique altéré, selon une étude du Centre national de la recherche scientifique s'appuyant sur une série de données couvrant la période 1971-2000. En 2020, Météo-France publie une typologie des climats de la France métropolitaine dans laquelle la commune est exposée à un climat de montagne ou de marges de montagne et est dans la région climatique  Alpes du nord, caractérisée par une pluviométrie annuelle de 1 200 à 1 500 mm, irrégulièrement répartie en été. 
Pour la période 1971-2000, la température annuelle moyenne est de 10 °C, avec une amplitude thermique annuelle de 17,4 °C. Le cumul annuel moyen de précipitations est de 1 261 mm, avec 10,3 jours de précipitations en janvier et 7,2 jours en juillet. Pour la période 1991-2020, la température moyenne annuelle observée sur la station météorologique de Météo-France la plus proche, « Bourgoin », sur la commune de Bourgoin-Jallieu à 15 km à vol d'oiseau, est de 12,4 °C et le cumul annuel moyen de précipitations est de 844,0 mm,. Pour l'avenir, les paramètres climatiques de la commune estimés pour 2050 selon différents scénarios d'émission de gaz à effet de serre sont consultables sur un site dédié publié par Météo-France en novembre 2022.

### Voies de communication
Le territoire communal est sillonné par quelques routes départementales, d'importance secondaire :

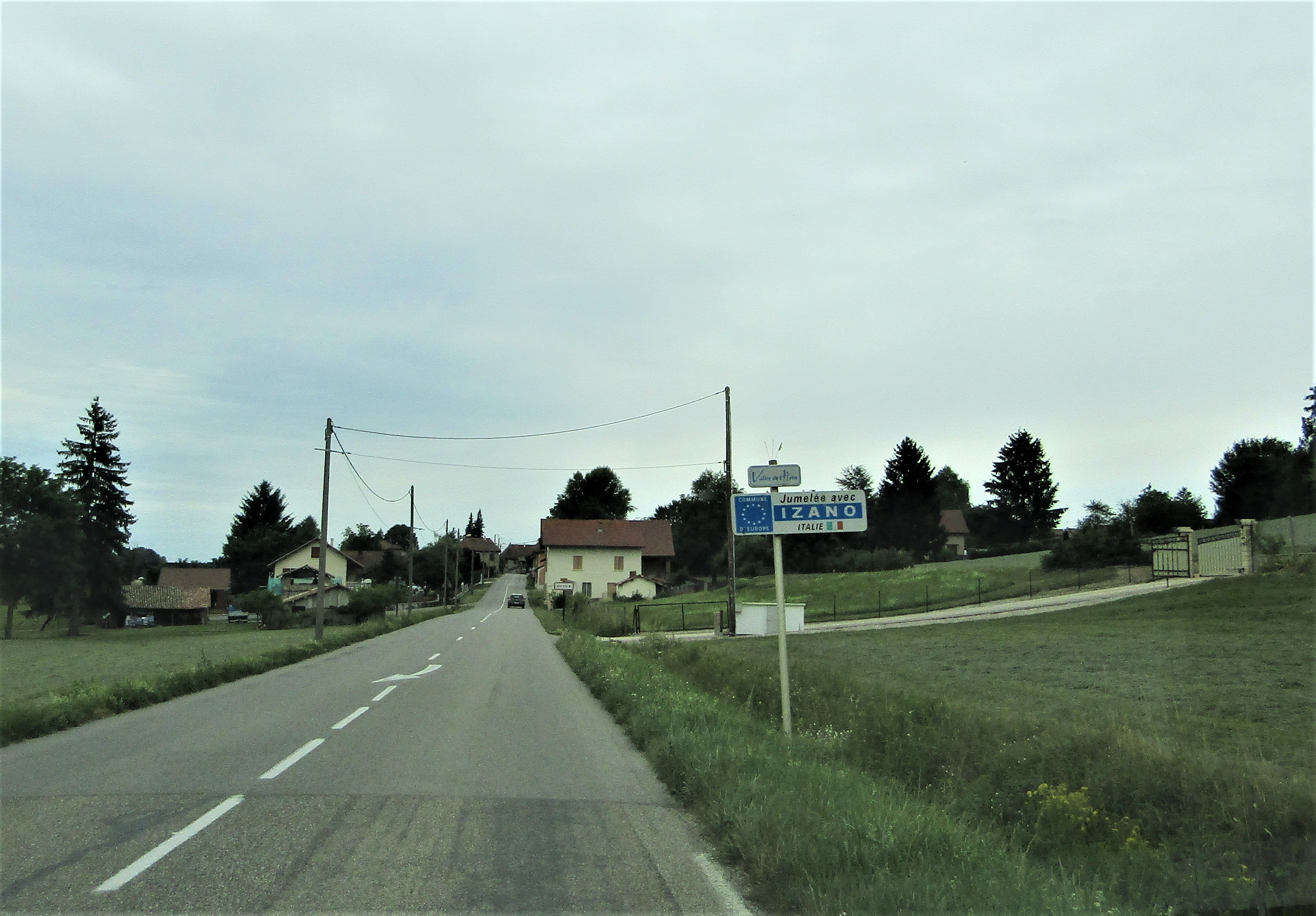
Entrée de Doissin depuis la route de Montrevel

- La RD51 qui relie le bourg de Montrevel, par détachement de la RD520, à la ville de La Tour-du-Pin traverse le bas du village (hameau du Triève de Doissin) en contrebas du bourg central.
- La RD51k (relié par la RD51r) permet de rejoindre la commune de Val-de-Virieu par le bourg de Panissage.

## Urbanisme

### Typologie
Au 1er janvier 2024, Doissin est catégorisée commune rurale à habitat dispersé, selon la nouvelle grille communale de densité à sept niveaux définie par l'Insee en 2022.
Elle est située hors unité urbaine et hors attraction des villes,.

### Occupation des sols
L'occupation des sols de la commune, telle qu'elle ressort de la base de données européenne d’occupation biophysique des sols Corine Land Cover (CLC), est marquée par l'importance des territoires agricoles (83,8 % en 2018), en augmentation par rapport à 1990 (80,4 %). La répartition détaillée en 2018 est la suivante : 
zones agricoles hétérogènes (40,1 %), prairies (22,3 %), terres arables (21,4 %), forêts (9,1 %), zones urbanisées (7,1 %). L'évolution de l’occupation des sols de la commune et de ses infrastructures peut être observée sur les différentes représentations cartographiques du territoire : la carte de Cassini (XVIIIe siècle), la carte d'état-major (1820-1866) et les cartes ou photos aériennes de l'IGN pour la période actuelle (1950 à aujourd'hui).

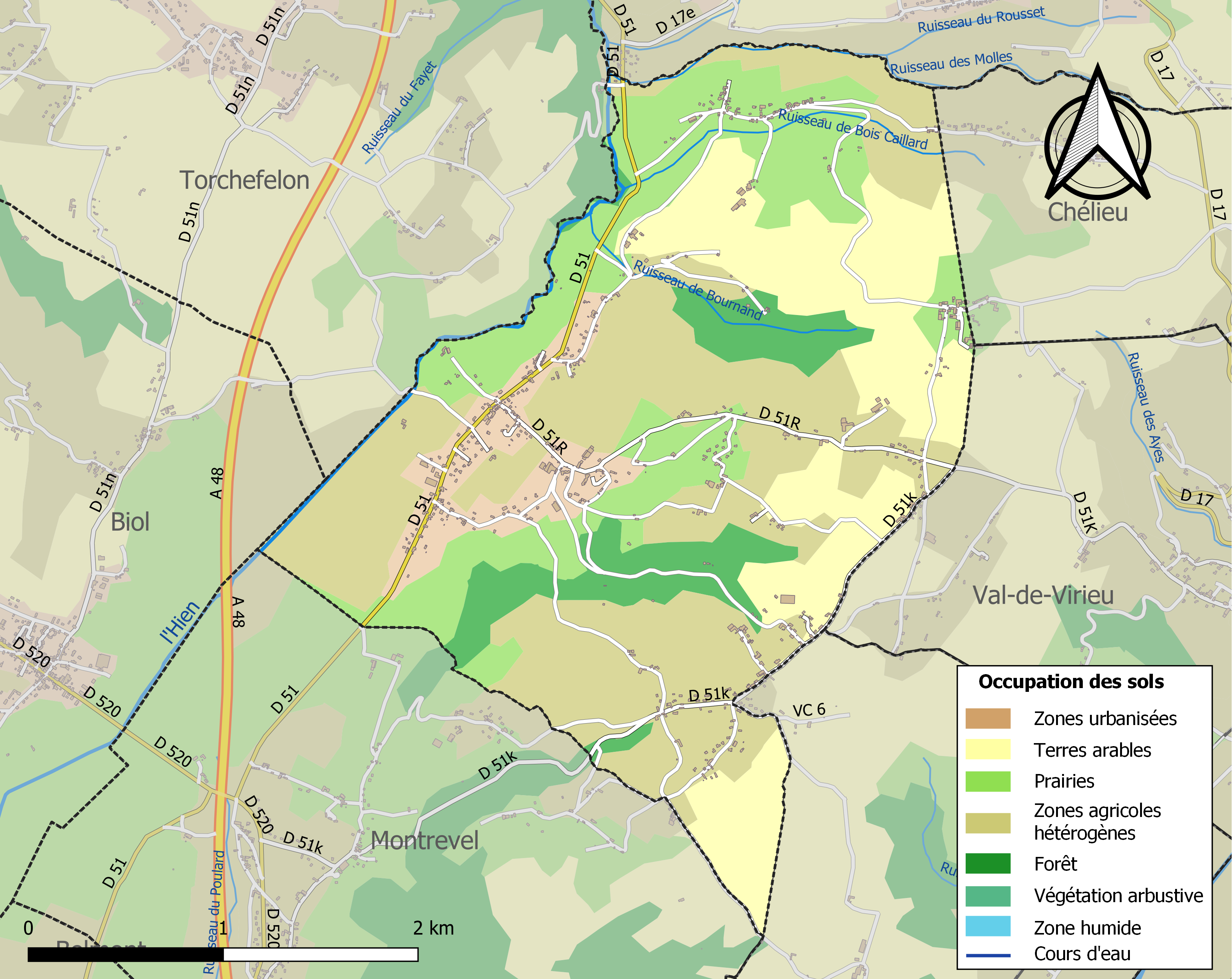
Carte des infrastructures et de l'occupation des sols de la commune en 2018 (CLC).

### Hameaux, lieux-dits et écarts
- le Rousset
- le Lutheau
- Bouis
- Eynoud

### Risques naturels et technologiques

#### Risques sismiques
L'ensemble du territoire de la commune de Doissin est situé en zone de sismicité n°3 (sur une échelle de 1 à 5), comme la plupart des communes de son secteur géographique.
| Type de zone | Niveau            | Définitions (bâtiment à risque normal) |
| ------------ | ----------------- | -------------------------------------- |
| Zone 3       | Sismicité modérée | accélération = 1,1 m/s2                |

## Toponymie
La paroisse se dénommait Doysin au VIIIe siècle et Duysinum au XIIe siècle.
Selon André Planck, auteur du livre L'origine du nom des communes du département de l'Isère, le nom de Doissin  dériverait de l'ancien nom de la rivière qui traverse la commune et qui se dénomme l'Hien qui dérive du terme Doussi, lui-même dérivant  du mot latin « Dux » qui signifie « guide ». Selon cet auteur, cette petite rivière devait servir de guide au voyageur pour rejoindre la route de Bourgoin-Jallieu, depuis les hauteurs de Montrevel et de Châbons.

## Histoire

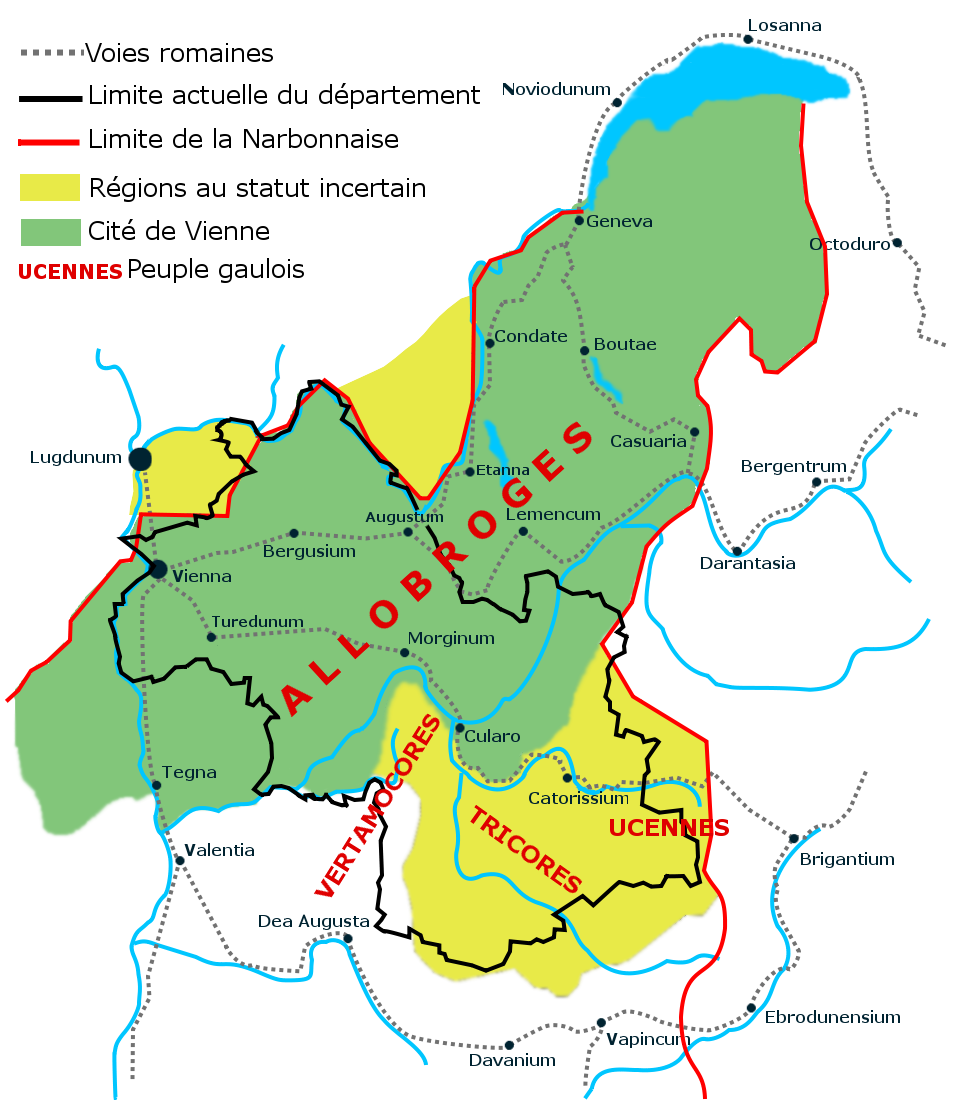
Territoire des Allobroges

### Préhistoire et Antiquité
Le secteur actuel de la commune de Doissin se situe à l'ouest du territoire antique des Allobroges, ensemble de tribus gauloises occupant l'ancienne Savoie, ainsi que la partie du Dauphiné, située au nord de la rivière Isère.

## Politique et administration

### Administration municipale
Le conseil municipal de Doissin est composé de quinze membres (cinq hommes et dix femmes) dont une maire, quatre adjoints au maire et dix conseillers municipaux.

### Liste des maires
| Période                                  | Période  | Identité             | Étiquette | Qualité |
| ---------------------------------------- | -------- | -------------------- | --------- | ------- |
| 2008                                     | 2014     | Marcel Durand        | -         | -       |
| 2014                                     | En cours | Véronique Seychelles | SE        | Cadre   |
| Les données manquantes sont à compléter. |          |                      |           |         |

## Population et société

### Démographie
L'évolution du nombre d'habitants est connue à travers les recensements de la population effectués dans la commune depuis 1836. Pour les communes de moins de 10 000 habitants, une enquête de recensement portant sur toute la population est réalisée tous les cinq ans, les populations de référence des années intermédiaires étant quant à elles estimées par interpolation ou extrapolation. Pour la commune, le premier recensement exhaustif entrant dans le cadre du nouveau dispositif a été réalisé en 2008.

En 2022, la commune comptait 879 habitants, en évolution de −0,79 % par rapport à 2016 (Isère : +3,07 %, France hors Mayotte : +2,11 %).
| 1836 | 1841 | 1846 | 1851 | 1856 | 1861 | 1866 | 1872 | 1876 |
| ---- | ---- | ---- | ---- | ---- | ---- | ---- | ---- | ---- |
| 830  | 892  | 924  | 890  | 886  | 822  | 787  | 750  | 766  |

| 1881 | 1886 | 1891 | 1896 | 1901 | 1906 | 1911 | 1921 | 1926 |
| ---- | ---- | ---- | ---- | ---- | ---- | ---- | ---- | ---- |
| 715  | 715  | 672  | 638  | 612  | 598  | 543  | 503  | 506  |

| 1931 | 1936 | 1946 | 1954 | 1962 | 1968 | 1975 | 1982 | 1990 |
| ---- | ---- | ---- | ---- | ---- | ---- | ---- | ---- | ---- |
| 521  | 503  | 490  | 480  | 434  | 406  | 394  | 461  | 581  |

| 1999 | 2006 | 2008 | 2013 | 2018 | 2022 | - | - | - |
| ---- | ---- | ---- | ---- | ---- | ---- | - | - | - |
| 616  | 767  | 809  | 863  | 875  | 879  | - | - | - |

### Enseignement
La commune est rattachée à l'académie de Grenoble.

### Médias
Historiquement, le quotidien à grand tirage Le Dauphiné libéré consacre, chaque jour, y compris le dimanche, dans son édition du Nord-Isère, un ou plusieurs articles à l'actualité du canton et de la commune, ainsi que des informations sur les éventuelles manifestations locales, les travaux routiers, et autres événements divers à caractère local.

### Cultes

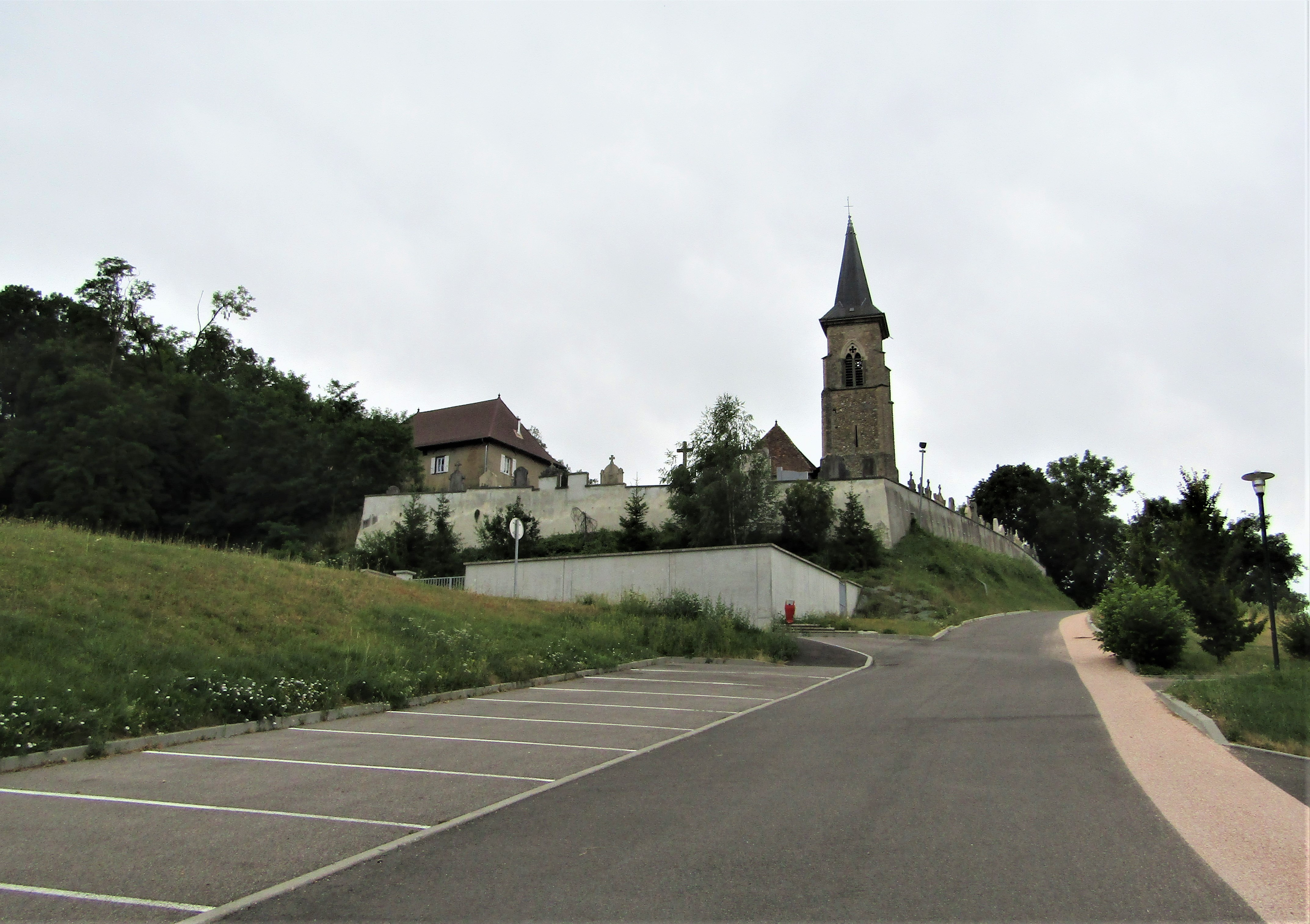
Église et cimetière de Doissin

La communauté catholique et l'église de Doissin (propriété de la commune) sont rattachées à la paroisse Sainte-Anne qui est, elle-même, rattachée au diocèse de Grenoble-Vienne.

## Culture et patrimoine

### Lieux et monuments

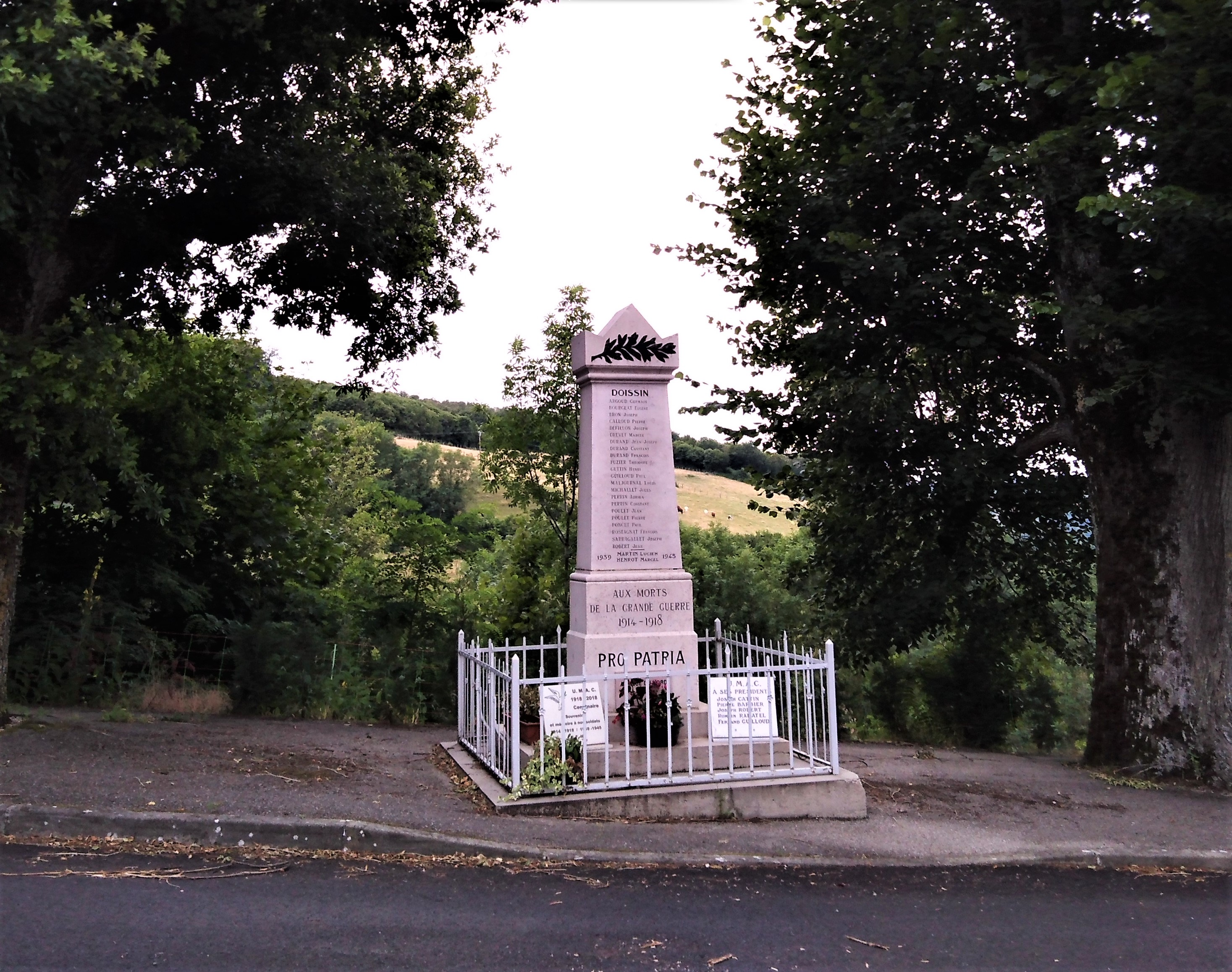
Monument aux morts de Doissin

- L'église paroissiale Saint-Martin de Doissin;
- Le monument aux morts de Doissin, simple stèle commémorative;
- L'ancienne tuilerie de Doissin ;
- L'ancienne tuilerie Bertrand est labellisée Patrimoine en Isère[25],[26].

### Héraldique
| Blason de Doissin | Blason  | Mi-parti : au 1er d'azur semé de croisettes d'or et à la fasce d'argent, au 2e d'or à l'aigle bicéphale de sable, becquée, languée et membrée de gueules et au chef échiqueté vairé d'azur et d'argent et de gueules de deux tires. |
| Blason de Doissin | Détails | Adopté par la municipalité. |